# Pinterest
Pinterest, Inc. este o societate de social media și o companie de aplicații mobile. Pinterest este un startup care operează un sistem software conceput să descopere informații pe World Wide Web folosind imagini și, la o scară mai mică, GIF-uri și clipuri video. Pentru utilizare, este necesară înregistrarea. Site-ul a fost fondat de Ben Silbermann, Paul Sciarra și Evan Sharp. Pinterest a ajuns la 250 milioane de utilizatori activi lunar începând din octombrie 2018.
Directorul general Ben Silbermann a catalogat proiectul ca un „catalog de idei” mai degrabă decât o rețea socială, ceea ce i-a inspirat pe utilizatori să „iasă și să facă asta”.

## Istoria

### 2009-2011: Fondare
Dezvoltarea proiectului a început în decembrie 2009, și site-ul s-a deschis în variantă beta în martie 2010. Site-ul a decis sa opereze cu invitații beta deschis. Pinterest permite utilizatorilor să salveze imagini și să le catalogheze pe panouri. Ei pot urmări panourile altor useri daca au gusturi similare. Evoluția Pinterestului este bazată pe același interes al userilor și se bazează pe producerea de conținut de către aceștia.

## Scop
Pinterest este un site web gratuit care necesită înregistrare pentru utilizare. Utilizatorii pot să încarce, să salveze, să sorteze și să gestioneze imagini, cunoscute sub numele de pin-uri și alte materiale media (de ex., Videoclipuri), prin colecții cunoscute sub numele de panouri.
Conținutul poate fi găsit și în afara Pinterestului și încărcat în mod similar pe o placă prin intermediul butonului "Pin It", care poate fi descărcat în bara de marcaje dintr-un browser web sau poate fi implementat de un webmaster direct pe site. 
Unele site-uri web includ butoanele roșii și albe de pe elementele care permit utilizatorilor Pinterest să le trimită direct. În 2015, Pinterest a implementat o funcție care permite utilizatorilor să caute imagini în loc de cuvinte.